# Günter Bittengel
Günter Bittengel (ur. 14 lipca 1966 w Pradze) – czeski piłkarz, trener piłkarski. Reprezentant Czechosłowacji i Czech w piłce nożnej.

## Kariera zawodnicza
Bittengel rozpoczął karierę piłkarską w roku 1976, dołączając do zespołu trampkarzy Dukli Praga, a w sezonie 1985/86 został włączony do kadry pierwszej drużyny jako napastnik. W kolejnym sezonie był podstawowym zawodnikiem stołecznego zespołu, co zaowocowało również debiutem w seniorskiej reprezentacji Czechosłowacji. Po rozpadzie państwa przeszedł do występującego w 2. Bundeslidze Bayeru Uerdingen, gdzie spędził trzy sezony w niemieckiej ekstraklasie. Łącznie w najwyższej klasie rozgrywkowej Niemiec rozegrał 72 mecze i strzelił 8 bramek.
Do rodzimej ligi wrócił w 1997, przechodząc do drugoligowego Chmelu Blszany, z którym awansował do Gambrinus ligi. Zawodową karierę kontynuował do sezonu 2000/01, po którym przeszedł do amatorskiego zespołu SK Černolice z przedmieść Pragi.

## Kariera reprezentacyjna
Napastnik zadebiutował w reprezentacji Czechosłowacji 13 maja 1987 w meczu towarzyskim z kadrą NRD (0–2). Pierwszy i ostatni mecz w barwach Czech rozegrał 8 marca 1995 przeciwko Finlandii, wygrany 4–0. Ogółem, w pięciu spotkaniach reprezentacyjnych nie zdobył żadnej bramki.

## Kariera szkoleniowa
Po zakończeniu kariery w 2001 Bittengel objął zespół Chmelu Blšany, skąd zwolniono go po 10 kolejkach sezonu 2003/04. Kolejnym miejscem pracy byłego napastnika była Viktoria Žižkov, która w 2004 została zdegradowana do drugiej ligi za korupcję, a Bittengel nie przedłużył umowy z klubem. Sezon później doprowadził SC Xaverov do awansu z trzeciej ligi czeskiej, a w sezonie 2005/06 objął stanowisko trenera w czwartoligowym SK Čelákovice Union, z którego został zwolniony w marcu 2006. Kolejny sezon rozpoczął jako szkoleniowiec Dukli Praga, gdzie pracował do grudnia 2009, gdy jego były klub zaproponował mu stanowisko dyrektora sportowego.